# Edgard Iván Rimaycuna Inga
Edgard Iván Rimaycuna Inga (* 24. September 1989 in Chiclayo) ist ein peruanischer römisch-katholischer Geistlicher und derzeitiger päpstlicher Privatsekretär.

## Leben
Er wuchs in Chiclayo auf.
2001 schrieb er sich am Colegio Nacional San Jose de Chiclayo ein und machte 2005 seinen Abschluss. Im Anschluss begann er sein Studium am Priesterseminar Santo Toribio de Mogrovejo und schloss es 2013 ab. Bei einem Studienaufenthalt in Rom 2006 begegnete er erstmals „Padre Roberto“, dem in Rom residierenden Generalprior des Augustinerordens (und vormaligen Prior der peruanischen Ordensprovinz), Robert Francis Prevost. Von 2013 bis 2015 war  Rimaycuna Inga Pfarrvikar der Pfarrei Unserer Lieben Frau von Guadalupe in Chiclayo. Als Prevost von 2015 bis 2023 Bischof des Bistums Chiclayo wurde, berief er  Rimaycuna Inga zum Pfarrvikar an der Kathedrale Santa María in Chiclayo ein. Im September 2017 begann er sein Studium am Päpstlichen Bibelinstitut in Rom. Nach seinem Abschluss ging Rimaycuna Inga als Pfarrvikar nach Manesseno einem Ortsteil von Sant’Olcese in Ligurien. 
Nachdem 2023 auch Prevost wieder nach Rom gezogen war, diesmal als Kurienkardinal, machte dieser  Rimaycuna Inga 2024 zu seinem Mitarbeiter im Dikasterium für die Bischöfe. Mit Prevosts Wahl zu Papst Leo XIV. am 8. Mai 2025 wurde  Rimaycuna Inga päpstlicher Privatsekretär.